# Pithecia irrorata
Pithecia irrorata é uma espécie de parauaçu, um Macaco do Novo Mundo, da família Pitheciidae e subfamília Pitheciinae. Ocorre no Brasil, Bolívia e Peru.